# Ahmed Ounaies
Ahmed Ounaies (arabe : أحمد ونيس), né le 25 janvier 1936 à Tunis, est un diplomate, politologue et homme politique tunisien.

## Biographie
Directeur du cabinet du président de la République tunisienne, chargé des affaires étrangères, il occupe le poste d'ambassadeur de Tunisie en Russie et en Inde. Il devient par la suite secrétaire d'État auprès du ministre des Affaires étrangères puis ministre de plein exercice dans le gouvernement d'union nationale, après le remaniement du 27 janvier 2011, en remplacement de Kamel Morjane. Son secrétaire d'État est alors Radhouane Nouisser. Il démissionne le 13 février à la suite de ses propos sur la révolution et Michèle Alliot-Marie qualifiée d'« amie de la Tunisie ».
Président d'honneur de l'Association tunisienne pour les Nations unies, il est nommé en 2021 à la tête de l'Association des études bourguibiennes. Il est aussi un membre honorifique de l'Académie tunisienne des sciences, des lettres et des arts.

## Distinctions
- Officier de l'Ordre de la République tunisienne (1990)[6] ;
- Grand-officier de l'Ordre national du Mérite (Tunisie, 31 juillet 2018)[7],[8].

## Ouvrages collectifs
- Histoire générale de la Tunisie, t. IV : L'Époque contemporaine, Tunis, Sud Éditions, 2010, 592 p. (ISBN 978-9938-01-022-0).
- Tunisie 2040 : le renouvellement du projet moderniste tunisien, Tunis, Sud Éditions, 2012, 550 p. (ISBN 978-9938-01-055-8, lire en ligne)[9].
- Tunisie dix ans et dans dix ans, Tunis, Leaders, 2021, 239 p. (ISBN 978-9973-98-865-2)[10].
- Habib Bourguiba... le fondateur, Carthage, Beït El Hikma, 2024 (ISBN 978-9973-49-254-8).